# 阿穆尔河畔尼古拉耶夫斯克航空
阿穆尔河畔尼古拉耶夫斯克航空（Nikolayevsk-na-Amure Air Enterprise）曾是一家总部设在阿穆尔河畔尼古拉耶夫斯克（庙街）的航空公司。庙街航空仅经营区域航线，总部设在阿穆尔河畔尼古拉耶夫斯克机场。

## 历史
阿穆尔河畔尼古拉耶夫斯克航空成立于1992年，曾是苏联民航庙街分公司。

## 机队
截止2005年1月，阿穆尔河畔尼古拉耶夫斯克航空的机队情况如下：
- 3架雅克-40
- 1架雅克-40K